# 湘州之战
湘州之战是南北朝时期北周與陈之间因为争夺湘州（今湖南长沙）而发生的战斗。

## 背景
湘州原属南朝。江陵之战后，北朝西魏立萧詧為梁帝，建立后梁，充當西魏的附庸。西魏将巴州（今湖南岳阳）、湘州等地吞并，仅将江陵附近数县八百里地留给后梁。之后继承西魏的北周继续占据湘州。560年，陈文帝以太尉侯瑱为都督湘巴等五州军事，与北周争夺湘州。

## 过程
560年9月，侯瑱率军围逼湘州，断绝了粮道。北周急命军司马贺若敦率马步军6千渡过长江去支援。侯瑱采取诱敌深入，各个击破的战术，仅以小部队阻击贺若敦主力，连战佯北诱其南下。另率主力截击独孤盛所率北周水军。随后陈朝又派出仪同三司徐度带兵增援侯瑱以形成对周军独孤盛部的绝对优势。10月10日，侯瑱在杨叶洲（今湖北省鄂州市杨叶镇）击败独孤盛的水军，12月22日，北周的巴陵城（今湖南岳阳）主尉迟宪投降。此时贺若敦率军抵达湘州，但是江路被陈军控制，周军失去了后援。
为筹集粮草，贺若敦分军四处抢掠，但又担心侯瑱知道自己缺粮。于是下令在营内广设土堆，“覆之以米”，让士兵们排着队拎着米袋子假装发粮食的样子，然后故意把附近的村民弄来，假装问他们一些当地的情况，让他们看见营内的“米山”和发放的情况。侯瑱听说后信以为真，不敢轻易进攻。贺若敦发现当地百姓经常以船装载米粟鸡鸭犒劳陈军，于是便派人伪装百姓，伏甲士于船中，待陈军士卒前来即跃出船仓，将之擒获。周军中多次发生兵士乘马降陈之事，贺若敦命人将一马牵到江边，又派人从船内出而鞭打，“如是者再三，马便畏船不上”。尔后，贺若敦伏兵于江岸，派人乘该马伪降陈军。侯瑱信以为真，派兵渡江来接，但船靠岸以后，马畏船不上，这时伏兵冲出，将陈兵“尽杀之”。从此以后，凡有百姓犒劳或军士投奔，侯瑱便以为有诈，不敢接受。此外，贺若敦还加固工事、建屋筑舍，表示要长期相持。贺若敦在“粮援断绝”的情况下，与侯瑱的陈军相持半年之久，侯瑱对此毫无办法。最后，侯瑱提出愿意借船送贺若敦军渡江北归，贺若敦担心有诈，要求陈军后退百里。侯瑱同意，将船只留于江岸，引兵退去。贺著敦于是率军北撤。从此湘州全境归入陈朝，贺若敦北归后，因“失地无功”被罢免官职。